# Trasten
För bokförlaget, se Bokförlaget Trasten.
"Trasten" är en sång av Ola Magnell från 1983. Den finns med på hans sjätte studioalbum Gaia (1983) och utgavs även som singel samma år.
Lena Willemark gjorde en cover på låten 1992 och 2005 gjorde Tomas Andersson Wij en tolkning på tributalbumet Påtalåtar - en hyllning till Ola Magnell. Magnells version finns också med på samlingsalbumen Ola Magnell: 1974–1987 (1994) och Guldkorn (2000).

## Låtlista
1. "Trasten" – 5:38
2. "Vargarnas vår" – 5:06

## Medverkande musiker
"Trasten"
- Alf Byberg – trummor
- Tommy Cassemar – bas
- Micke Jahn – gitarr
- Ola Magnell – sång, gitarr
- Olle Westbergh – synt

"Vargarnas vår"
- Sam Bengtsson – bas
- Stefan Nilsson – flygel
- Hasse Olsson) – orgel
- Mats Ronander – gitarr
- Åke Sundqvist – trummor
- Lasse Wellander – gitarr

### Fotnoter
1. 1 2  ”Ola Magnell”. Svensk mediedatabas. http://smdb.kb.se/catalog/search?q=ola+magnell&sort=OLDEST. Läst 25 januari 2013.